# РН-БашНИПИнефть
«РН-БашНИПИнефть» — крупнейший научно-исследовательский и проектный институт в составе научно-проектного блока ПАО «НК Роснефть». Профильная деятельность - разведка и разработка нефтяных месторождений, проектирование объектов нефтедобычи, научное и технологическое сопровождение процессов добычи нефти и газа.
Образован в 2018 году в результате слияния двух институтов — ООО «РН-УфаНИПИнефть» и ООО «БашНИПИнефть».
Полное наименование: общество с ограниченной ответственностью «РН-БашНИПИнефть». Офисы расположены в Уфе, Нефтеюганске и Нижневартовске. География работ охватывает 13 регионов России, страны СНГ и мира.
Один из ведущих центров инновационных технологий и открытий в нефтегазовой отрасли. Силами специалистов института реализуются крупные проекты, направленные на достижение стратегических и производственных целей «Роснефти».
Технологии и цифровизация
«РН-БашНИПИнефть» – основной разработчик корпоративной линейки наукоемкого программного обеспечения (ПО) «Роснефти». На начало 2022 года внедрены 16 ИТ-продуктов в области разработки месторождений, 8 из которых доступны для внешних заказчиков[значимость факта?]. Программные продукты используются, в том числе, для решения сложнейших задач, связанных с освоением трудноизвлекаемых запасов нефти. ПО регулярно совершенствуется, дополняется новым функционалом[значимость факта?].
Флагманом корпоративной линейки ПО является промышленный симулятор гидроразрыва пласта (ГРП) «РН-ГРИД». На начало 2022 года реализовано более 500 коммерческих лицензий на использование программного комплекса, заключен договор о поставке «РН-ГРИД» в Китай.
«РН-БашНИПИнефть» — организатор марафона ИТ-соревнований «Роснефти» В марафоне участвуют как студенты вузов, так и опытные специалисты. Они решают реальные производственные задачи, используя технологии искусственного интеллекта, машинного обучения. Предложенные участниками алгоритмы впоследствии применяются сотрудниками института в работе над масштабными проектами по автоматизации различных процессов и производства.
Институт задействован в масштабной корпоративной программе «Цифровое месторождение», позволившей перейти на качественно новый уровень управления бизнес-процессами, повысить надежность и экономичность производств, сократить потери. Специалисты «РН-БашНИПИнефть» проводили экспертизу и адаптацию ключевого модуля «цифрового месторождения» – системы поддержки принятия решений.
Исследования и проектирование
«РН-БашНИПИнефть» разрабатывает концептуальные решения, проектирует месторождения, контролирует и сопровождает геологоразведку для ключевых добывающих предприятий «Роснефти». По проектам института обустроены практически все нефтяные месторождения республики Башкортостан. Специалисты «РН-БашНИПИнефть» осуществляют научное сопровождение разработки уникальных месторождений, в том числе Приобского, Арланского и Туймазинского.
Институт оказывает спектр лабораторных исследований среди корпоративных институтов «Роснефти». Современный лабораторный комплекс «РН-БашНИПИнефть» включает 17 лабораторий в Уфе и Нефтеюганске, а также собственное кернохранилище, в котором содержится керновый материал, отобранный почти из 3000 скважин.
Специалисты «РН-БашНИПИнефть» разработали технологии и конструкции автономных установок раннего путевого сброса воды, обеспечив высокое качество подготовки пластовой воды. На базе Уфимского филиала ООО «РН-Ремонт НПО» (дочернее предприятие «Роснефти») запланировано изготовление трех установок в год[значимость факта?]. Их использование повысит управляемость и контроль распределения воды по кустам и отдельным скважинам, что весьма важно для месторождений.
Подготовка кадров
С российскими вузами «РН-БашНИПИнефть» связывает многолетнее сотрудничество. В УГНТУ, УГАТУ и БашГУ открыты восемь базовых и выпускающих кафедр. В уфимском нефтяном университете внедрена единственная в России магистерская программа по подготовке специалистов в области проектирования и эксплуатации исключительно промысловых трубопроводных систем.

## История института

Офис «БашНИПИнефть» в Уфе

Создан в 1935 году как Центральная научно-исследовательская лаборатория треста «Востокнефть». С 1947 года — Уфимский нефтяной научно-исследовательский институт. В 1970 году объединён с институтом «Башнефтепроект».
История изменений названия:
- 1935–1947 — Центральная научно-исследовательская лаборатория треста «Востокнефть»;
- 1947–1970 — Уфимский нефтяной научно-исследовательский институт (УфНИИ);
- 1970–2002 — Башкирский научно-исследовательский и проектный институт «БашНИПИнефть» (после объединения с институтом «Башнефтепроект»);
- 2003–2004 — инжиниринговая компания «БашНИПИнефть» ПАО «АНК «Башнефть»;
- 2004–2006 — ДООО «Геопроект»;
- 2006–2008 — ООО «Башгеопроект»;
- 2008–2010 — ООО «Башнефть-Геопроект»;
- 2010–2018 — ООО «БашНИПИнефть»;
- 1 ноября 2018 — по настоящее время — ООО «РН-БашНИПИнефть».

В 2016 году ООО «БашНИПИнефть» вошло в структуру ПАО «НК «Роснефть».
В апреле 2019 года к ООО «РН-БашНИПИнефть» было присоединено ООО «РН-УфаНИПИнефть».
19 мая 2023 года институт был включён в санкционный список США.

## Направления деятельности
Геологоразведочные работы:
- Планирование стратегии геологоразведочных работ.
- Выявление и подготовка объектов к глубокому бурению.
- Сопровождение поисково-разведочного бурения.
- Обработка и интерпретация сейсмических данных.
- Региональное и бассейновое моделирование.

Геология и разработка:
- Сейсмофациальное моделирование.
- Интерпретация гидродинамических исследований.
- Геологическое и гидродинамическое моделирование.
- Комплексный анализ неопределенностей.
- Интегрированное моделирование.
- Экономическая оценка.

Лабораторные исследования:
- Долговременное хранение полноразмерного керна.
- Комплексные исследования керна.
- Исследования пластов флюидов и моделирование свойств флюидов.
- Прикладная экология.
- Испытания материалов и технологий.
- Инновационные исследования.

Концептуальное проектирование:
- Разработка интегрированных проектов.
- Разработка концептуальных проектов обустройства.
- Выполнение технико-экономических расчетов.
- Выполнение технико-экономического обоснования инвестиций.
- Интегрированное моделирование.

Научно-исследовательские и опытно-конструкторские работы (НИОКР):
- Выполнение полного перечня НИОКР в области разработки и добычи нефти и газа.
- Центр компетенций по созданию новых технологий работки нетрадиционных запасов нефти (низкопроницаемые, нефтематеринские, карбонатные коллекторы).
- Цифровая трансформация производства.
- Разработка аппаратных роботов.

Инжиниринг добычи:
- Оказание инжиниринговых услуг в области добычи, подготовки и транспорта.
- Сопровождение опытно-промышленных испытаний различных технологий,

скважинных операций и работ.
- Разработка и внедрение методологии, технологических решений, подходов,

оборудования.
- Подбор технологий защиты и борьбы с осложнениями.

Проектно-сметная документация:
- Разработка проектно-сметной документации для нефтегазовых объектов.
- Проектные работы на строительство скважин всех категорий, в том числе

для групповых рабочих проектов.
- Прохождение государственной экспертизы.
- Применение 3D-проектирования.

Строительство:
- Авторский надзор.
- Технологии и ТЭЭ в области строительства и реконструкции скважин.

Инженерные изыскания:
- Проведение полевых и камеральных инженерно-геодезических, инженерно-

геологических, инженерно-гидрометеорологических, инженерно-экологических и геофизических изысканий.
- Лабораторные исследования грунтов.
- Обследование строительных конструкций и фундаментов зданий и сооружений.
- Лазерное сканирование.

Землеустроительные работы (ЗУР):
- Разработка материалов отвода земель.
- Разработка и утверждение документации: по планировке территории, градостроительного плана земельных участков, схем расположения земельных участков на кадастровом плане территории, проектной документации лесного участка.

Цифровые технологии:
- Разработка, внедрение и сопровождение ИТ-решений (в том числе на базе цифровых двойников, с применением алгоритмов машинного обучения).
- Инжиниринговые услуги.
- Продажа и внедрение ИТ-решений на основе линейки наукоемкого инженерного программного обеспечения (ПО) ПАО «НК «Роснефть» для эффективной разработки нефтяных и газовых месторождений:

- пакет для моделирования гидроразрыва пласта
- программа для геомеханического моделирования и анализа устойчивости ствола скважины
- пакет гидродинамического моделирования
- система для управления разработкой месторождений
- инструмент геологического сопровождения бурения
- и другое ПО.
На базе ООО «РН-БашНИПИнефть» действуют 9 специализированных институтов – центров компетенций Компании:
- по разработке трудноизвлекаемых запасов
- по прикладному программному обеспечению в области геологии, разработки и мониторинга месторождений
- по повышению надежности эксплуатации и инжинирингу промысловых трубопроводов
- по скважинным технологиям
- по химизации производственных процессов
- по концептуальному проектированию
- по разработке нефтяных и газонефтяных залежей
- по передовым технологиям 3D
- по геологии и разработке карбонатных коллекторов

В институте функционирует лицензированный Учебный центр, решающий задачи комплексного развития компетенций руководителей и специалистов в области научно-технического сопровождения нефтегазодобычи. Особое внимание уделяется также профессиональным навыкам молодых специалистов.

## Известные работники
- Евгений Валентинович Лозин[8] — доктор геолого-минералогических наук (1994), профессор (2000). Заслуженный деятель науки и техники БАССР (1982), академик РАЕН (1998), почетный нефтяник Министерства промышленности и энергетики РФ (2007). Первооткрыватель месторождений; лауреат Уральской горной премии; автор трудов по оптимизации выработки трудноизвлекаемых запасов нефти и водонефтяных зон залежей, интенсификации темпов разработки, классификации месторождений по критериям применимости МУН. Лауреат Государственной премии Республики Башкортостан в области науки и техники за 2021 год.
- Магрифа Закиевна Мавлютова (1913–2004 гг.) — директор института с 1947 по 1956 г. Депутат Верховного Совета РСФСР 1-го и 2-го созывов, депутат Верховного Совета Башкирской АССР 3-го и 4-го созывов. Заслуженный работник нефтяной и газовой промышленности РСФСР (1982), Заслуженный нефтяник Башкирской АССР (1967), Почетный нефтяник СССР (1973). Кавалер ордена Ленина (1970), двух орденов Трудового Красного Знамени (1948, 1959). Под её руководством проводились исследования физико-химических особенностей эмульсий, были созданы способы очистки нефти и газа от сероводорода, сбора нефтяных отходов и их утилизации и другие.
- Олег Валерьянович Новиков — в 1968–1990 годах — старший архитектор, руководитель группы, главный архитектор, начальник строительного отдела гражданского проектирования «БашНИПИнефть». Соавтор проектов общественных и жилых зданий в городах Дюртюли, Нефтекамск, Уфа, Янаул, а также в селе Кандры Туймазинского района, в посёлке городского типа Приютово Белебеевского района. Соавтор проектов павильонов ВДНХ БАССР, Дворца культуры «Нефтяник», здания КГБ БАССР.
- Илья Григорьевич Пермяков (1901-1983 гг.) — начальник отдела разработки УфНИИ («БашНИПИнефть») в 1948-1966 гг., инженер-нефтяник, профессор (1966), награжден орденом «Знак Почета». Выполнил подсчеты запасов нефти Серафимовского месторождения; составил первые проекты разработки Шкаповского, Старо-Казанковского, Введеновского и др. месторождений Башкирии. Участник разработки нефтяных месторождений с заводнением. Выдвинул гипотезу о наличии перетока нефти из залежи Д2 в Д1, что привело к изменению системы разработки Туймазинского месторождения.
- Елеферий Исаакович Суханкин (1886-1966 гг.) — в 1939—1964 годах — заведующий лабораторией УфНИИ (БашНИПИнефть). Лауреат Сталинской премии (1952) третьей степени «за разработку новых методов детального исследования физических свойств нефтей в пластовых условиях».